# Attentato del ristorante di Tel Aviv del 2006
L'attentato del ristorante di Tel Aviv del 2006 fu un attentato suicida palestinese avvenuto il 17 aprile 2006 al ristorante shawerma "Rosh Ha'ir" a Tel Aviv, in Israele. 11 civili furono uccisi nell'attentato e 70 rimasero feriti. La Jihad Islamica Palestinese rivendicò la responsabilità per l'attacco terroristico.

## L'attentato
Il 17 aprile 2006, intorno alle 13:30 locali, un attentatore suicida palestinese si avvicinò a un affollato fast food vicino alla vecchia stazione centrale degli autobus di Tel Aviv, nella parte meridionale del quartiere di Neve Shaanan. L'attentatore suicida si fece esplodere quando la guardia giurata di stanza all'ingresso del ristorante gli chiese di aprire la sua borsa per l'ispezione.
L'esplosione uccise 11 persone e ne ferì più di 70. Due delle vittime morirono all'arrivo all'ospedale Ichilov di Tel Aviv. Dei feriti, 6 furono gravemente feriti, 12 riportarono ferite moderate e il resto rimase lievemente ferito.

### Vittime
- Philip Balhasan, 45 anni, di Ashdod;
- Rozalia Beseneyi, 48 anni, della Romania;
- Piroşca Boda 50, della Romania;
- Marcel Cohen, 73 anni, di Nizza, Francia;
- Ariel Darhi, 31 anni, di Bat Yam;
- Victor Erez, 60 anni, di Givatayim;
- Binyamin Haputa, 47 anni, di Lidda;
- David Shaulov, 29 anni, di Holon;
- Lily Yunes, 43 anni, di Oranit;
- Lior Anidzar, 26 anni, di Tel Aviv –morì per le ferite riportate il 13 maggio;
- Daniel Wultz, 16 anni, di Weston, Florida, Stati Uniti, morì per le ferite riportate il 14 maggio.

### Responsabili
La Jihad islamica palestinese rivendicò la responsabilità per l'attentato e identificò l'attentatore come Sami Salim Hamad vicino a Jenin, nel nord della Cisgiordania. Il leader della Jihad islamica Elias Ashkar, accusato di essere l'autore dell'attacco suicida, fu ucciso dalle truppe israeliane nel villaggio di Qabatiya, insieme ad altri 4 militanti palestinesi, il 14 maggio 2006.

## Reazioni internazionali
- Israele: Il portavoce del ministero degli esteri israeliano Gideon Meir dichiarò che Israele ritenne Hamas responsabile degli attacchi, accusando Hamas di "dare sostegno a tutte le altre organizzazioni terroristiche";[3]
- Palestina: Hamas, che vinse le elezioni generali palestinesi il 25 gennaio 2006, rifiutò di condannare l'attentato, descrivendolo come un atto di autodifesa;[7] Khaled Abu Helal, portavoce del ministero degli interni guidato da Hamas, definì l'attentato "un risultato diretto della politica dell'occupazione e della brutale aggressione e assedio commessi contro il nostro popolo";[5]
- Stati Uniti: l'amministrazione Bush criticò gli attentati, definendoli "un atto di terrore spregevole per il quale non ci sono scuse o giustificazioni",[3] e la famiglia di Daniel Wultz, statunitense ucciso nell'attentato, vinse una causa nel maggio 2012 in un tribunale distrettuale degli Stati Uniti contro Iran e Siria per il loro sostegno ai militanti palestinesi in questo attentato suicida. L'importo della sentenza era di 323.000.000 di dollari e rappresentava la prima volta che un tribunale degli Stati Uniti emetteva una sentenza contro la Siria per attività legate al terrorismo.[8]